# Hebeloma fusisporum
Hebeloma fusisporum är en svampart som beskrevs av Gröger & Zschiesch. 1981. Enligt Catalogue of Life ingår Hebeloma fusisporum i släktet fränskivlingar,  och familjen Strophariaceae, men enligt Dyntaxa är tillhörigheten istället släktet fränskivlingar,  och familjen buktryfflar. Arten är reproducerande i Sverige. Inga underarter finns listade i Catalogue of Life.